# Maki F101
O  F101/F101C  é o modelo da Maki das temporada de 1974 e 1975 da F1. Foi guiado por Hiroshi Fushida e Tony Trimmer.